# Военный переворот в Гондурасе (2009)
Военный переворот в Гондурасе 2009 года — военный переворот, ставший следствием начавшегося в июне 2009 года политического кризиса, в результате которого был свергнут законно избранный президент Мануэль Селайя. Власть в стране перешла  руки временного правительства под руководством Роберто Мичелетти, в ноябре 2009 года были проведены очередные всеобщие выборы, в ходе которых президентом стал Порфирио Лобо. Кризис и переворот оказали негативное воздействие на экономику страны, в стране нарушаются права человека, резко вырос уровень преступности.

## Хронология событий
Президент Гондураса Мануэль Селайя намеревался провести 28 июня 2009 года конституционный референдум, по итогам которого в конституцию страны могла быть добавлена возможность переизбрания главы государства. Конституция Гондураса запрещает переизбрание президента на новый срок. Подобные попытки основной закон трактует как «государственную измену». Верховный суд Гондураса, оппозиция президенту в парламенте и Верховный избирательный трибунал выступили против изменений в конституции. Президент снял с поста начальника генерального штаба за отказ обеспечивать проведение референдума, также ушёл в отставку министр обороны. Некоторое время спустя Верховный суд восстановил их в должности. Ранним утром 28 июня, незадолго до референдума, президент был захвачен силой и вывезен в Коста-Рику. Позднее в этот день Верховный суд заявил, что отдал приказ о смещении президента. Временным главой государства назначен председатель однопалатного Национального конгресса Роберто Мичелетти. Новый глава государства спустя несколько часов после избрания ввёл в стране режим чрезвычайного положения.
Противники свергнутого президента утверждают, что переворота не было, так как военные лишь выполняли решение парламента страны, а также прямой приказ Верховного суда об аресте президента. Власть в стране перешла к гражданским лицам в соответствии с легальными процедурами, а не к военным в результате переворота.
21 сентября 2009 года изгнанный президент Мануэль Селайя вернулся в Гондурас и выступил с воззванием к своим сторонникам с территории посольства Бразилии в Тегусигальпе, в ответ новое правительство Гондураса ввело комендантский час. Возникший рядом с посольством Бразилии митинг сторонников Мануэля Селайи, был разогнан с применением слезоточивого газа и резиновых пуль.
29 октября Селайя и Мичелетти подписали соглашение, при одобрении которого парламентом Селайя получил бы возможность доработать в качестве президента оставшиеся месяцы своего срока. Однако соглашение не было выполнено. 25 ноября Верховный суд страны принял решение о том, что Селайя не сможет вернуться на пост президента. В тот же день здание суда было обстреляно из гранатомёта.
27 января 2010 года новый президент Порфирио Лобо, сразу же после инаугурации, подписал декрет об амнистии всех лиц, принимавших участие в политическом кризисе. На следующий день Селайя покинул бразильское посольство и отправился в изгнание в Доминиканскую республику.

## Международная реакция
- Европейский союз: «ЕС резко осуждает арест конституционно избранного президента Республики Гондурас военными силами».[4]
- Куба: «Куба осуждает государственный переворот в Гондурасе» (министр иностранных дел Кубы Бруно Родригес Парилья)[4]
- Россия: «Россия решительно осуждает данные действия и призывает к скорейшему восстановлению законности и порядка в Гондурасе»[17]
- Венесуэла: Президент Венесуэлы Уго Чавес усмотрел в военном перевороте вмешательство «империи янки» и пригрозил применить силу против сместившей президента «военной хунты».[4] Вскоре после этого войска Венесуэлы были приведены в боевую готовность.[18]